# Kentchurch Court
Kentchurch Court er et stateligt hjem, der ligger nær landsbyen Kentchurch, Herefordshire, England. Det er en listed building af første grad.
Det er hjem for Scudamore-familien.
Familiemedlemmerne inkluderer Sir John Scudamore, der tjente som konstabel og statholder for et række kongelige borge i south Wales i begyndelsen af 1400-tallet. Han blev i hemmelighed giftet med Alys, en af Owain Glyndŵrs døtre, i 1410, og det er blevet foreslået at parret gemte Glyndŵr i Kentchurch efter han forsvandt omkring 1412 indtil hans død.
Kentchurch Court er blevet brugt som filmlokation til en række film og tv-serier inklusive The Vault of Horror, On the Black Hill og Regency House Party. I 2011 blev Kentchurch brugt i dokumentarserien Country House Rescue med Ruth Watson som vært.